# New Village (Castries)
New Village es una localidad de Santa Lucía, que forma parte del distrito de Castries.